# Імберсаго
Імберсаго, Імберсаґо (італ. Imbersago) — муніципалітет в Італії, у регіоні Ломбардія, провінція Лекко.
Імберсаго розташоване на відстані близько 490 км на північний захід від Рима, 34 км на північний схід від Мілана, 17 км на південь від Лекко.
Населення — 2423 особи (2014).

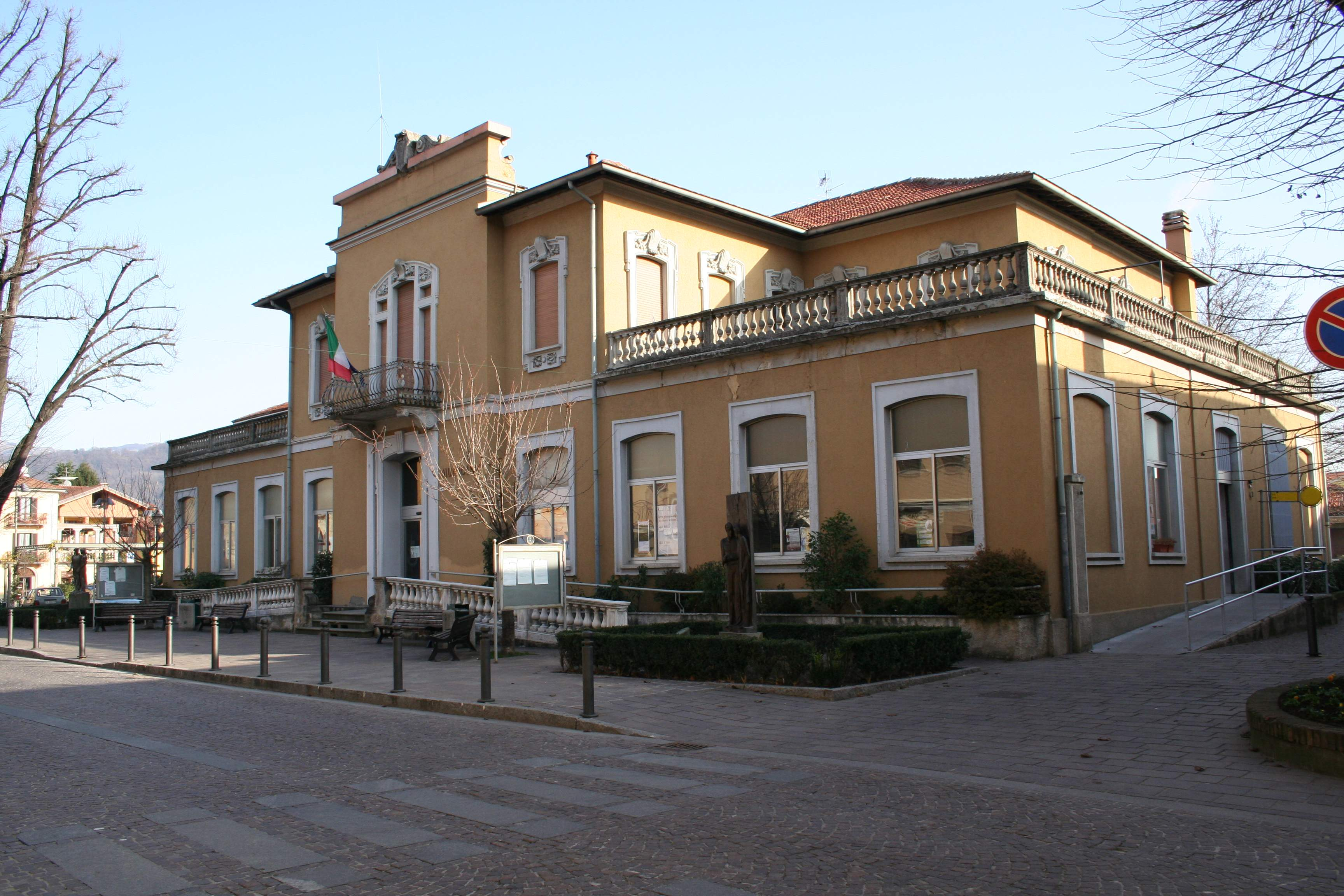

Щорічний фестиваль відбувається 2 червня. Покровитель — San Marcellino.

## Демографія
Населення за роками:

Станом на 1 січня 2023 року в муніципалітеті офіційно проживало 87 іноземців з 26 країн, серед них 25 громадян країн Євросоюзу та 3 громадяни України.

## Сусідні муніципалітети
- Калько
- Мерате
- Робб'яте
- Вілла-д'Адда